# Nederlandse Staalindustrie
De Nederlandse Staalindustrie was een constructiewerkplaats annex machinefabriek die bestond, met voorlopers, van 1897 tot 1971 te Rotterdam.

## Oprichting
In 1875 startte de jonge ondernemer H.E. Oving een ijzer- en staalhandel te Rotterdam. Om aan de toenemende vraag naar maatwerk tegemoet te komen, startte hij in 1897 met een bewerkingsplaats annex smederij. Die service sloeg aan, in 1901 volgde een uitbreiding tot machinefabriek met een gasmotor van 15 pk. In 1904 werd deze afdeling onderdeel van de NV H.E. Oving jr, met Oving en P.G. van der Muijden als directeuren. De daarop volgende jaren gaven een groei te zien: in 1905, 1908, 1909 en 1911 volgden uitbreidingen en werd de bewerkingsafdeling geëlektrificeerd. In 1912 werd het onderdeel ondergebracht in een zelfstandige nv, waarbij de aandelen wel bij de moedermaatschappij bleven: de Constructiewerkplaatsen en werktuigenfabriek De Nederlandsche Staalindustrie met als directeuren H.J. Roosen en J.M.J. Kooy. De laatste, al in dienst sinds 1899, was de drijvende kracht achter de daaropvolgende expansie. In 1913 kwam P.H.E. Kersemaekers (in dienst sinds 1902 als bedrijfsingenieur) in de directie.

## Groei
De Nederlandse Staalindustrie ontwikkelde zich in het interbellum tot een van de grootste constructiewerkplaatsen van het land. Talloze bruggen kwamen uit de werkplaatsen, naast staalconstructies als tanks, gashouders, Kolommen en bedrijfshallen. Zo was De Nederlandse Staalindustrie als leverancier en montagebedrijf betrokken bij zowel de opbouw van de Nederlandse Fordfabrieken in Rotterdam (1930) als bij de uitbreiding van de vestiging in Amsterdam (1939). Ook bewegingsinrichtingen van bruggen en dergelijke behoorden tot het leveringsprogramma. Vanaf het begin leverde men ook kranen, liften en transportinrichtingen. Naast de Afdeling IJzerconstructie en de Afdeling Machinefabriek (naast transportinrichtingen ook jakobsladders en speciaalmachines) waren er een Afdeling Spoorwegmateriaal (spoorbanen, kruisingen, wissels, draaischijven, lorries, kipwagens) en een Afdeling Stampwerk (stalen ramen, glasroeden, metaalgaas, geperforeerde platen, zeeften, nopjes-, ventilatie- en filterplaten, afrasteringen). Het metaalgaas, dat vooral toepassing vond als bewapening in zeeweringen, voor terreinafscheidingen en betonvloeren, vond afzet in Nederland als op de koloniale markt. 

## Na 1945
Ook de Nederlandse Staalindustrie profiteerde van de naoorlogse groei maar kreeg in de jaren vijftig te maken met personeelsschaarste. Daarom werd de fabricage van stalen en aluminium ramen overgeplaatst naar Nijmegen (aankoop grond in 1955, opening 1958). Het aanbod aan kranen werd circa 1954 uitgebreid met mobiele kranen, deels onder de naam van de exportcombinatie Codum. Bij gebrek aan voldoende eigen capaciteit nam in 1962 Figee alle aandelen over. Vanaf 1965 werd er verlies geleden. Een eerste grote ontslagronde in 1968 – met een personeelsreductie van 420 naar 250 – bood geen soelaas. In 1971 viel het doek. De vestiging in Nijmegen viel daarbuiten en ging verder als NSI Ramenindustrie.